# 小唄勝太郎

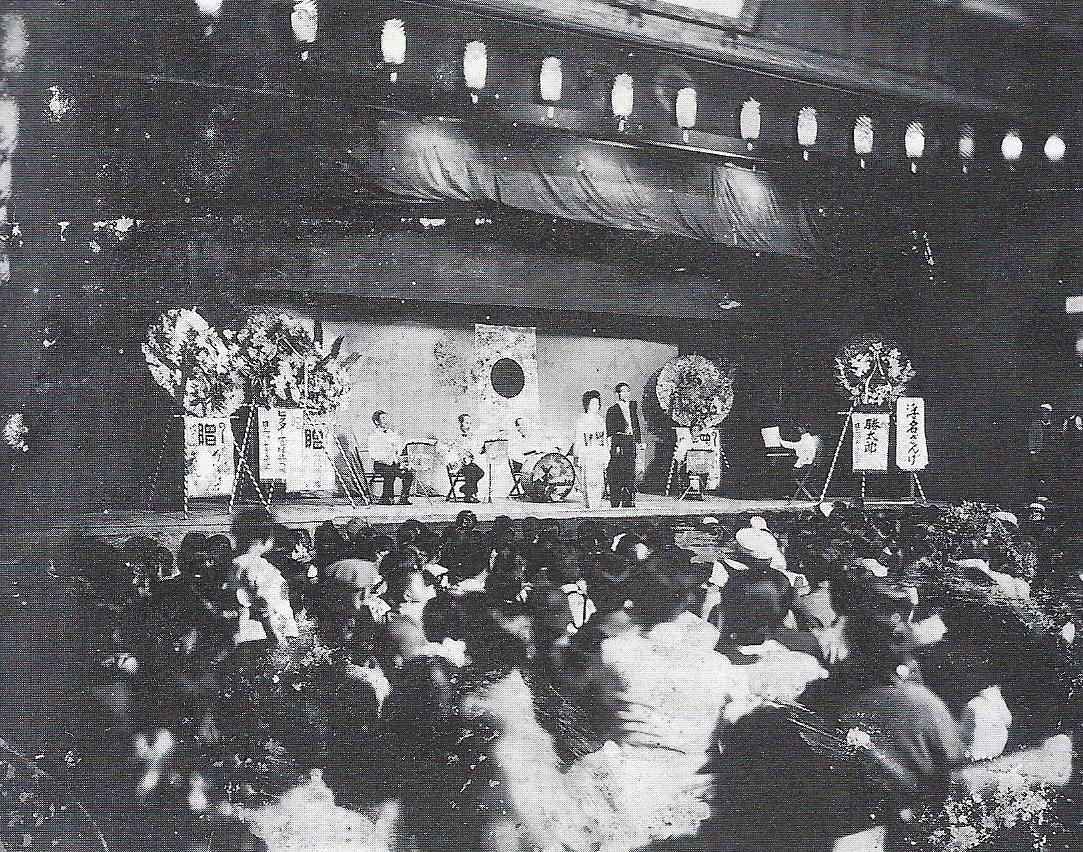
1935年（昭和10年）、茨城県日立町（後の日立市）の「共楽館」で行われた公演光景。

小唄 勝太郎（こうた かつたろう、1904年（明治37年）11月6日 - 1974年（昭和49年）6月21日）は日本の女性歌手。本名は眞野 かつ。旧姓は佐藤。
芸者勝太郎として葭町花街に籍を置く傍ら、『島の娘』で歌手デビューし、いわゆる「ハァ小唄」の流行を作った。三島一声と歌った『東京音頭』の大ブームを受けて芸妓の籍を抜け、小唄勝太郎と名乗って歌手業に専念した。市丸、赤坂小梅、浅草〆香らとともに芸者歌手の一時代を形作ったひとり。1971年（昭和46年）に紫綬褒章を受章。

## 来歴
1904年（明治37年）、新潟県中蒲原郡沼垂町（現在の新潟市中央区）生まれ。6歳で母と死別したため、親戚の経営する老舗料亭「鶴善」の養女となり、竹中カツとなる。
1917年（大正6年）、小学校卒業と同時に鶴善からお勝の名で雛妓（おしゃく）としてお披露目。以後、長さ430間の木橋 萬代橋を毎日渡り、新潟古町まで芸の修行に通った。
新潟沼垂時代から芸の巧みさで注目され、1924年（大正13年）1月1日付けの新潟新聞では次のように紹介されている。「町で一流といったら年齢は若いが、まず第一に指を屈するは鶴善楼かつ。ちょっと丸顔で眼の細い愛嬌のある流行妓である。唄もいい。清元、常磐津から端唄も澄んで、調子のものも得意である。芸にかけては鶴善仕込みだけあって（略）、鮮やかな腕を持っている」。
25歳で年季が明け、好きな清元の師匠として身を立てるべく、1929年（昭和4年）3月に上京。東京での師匠となった清元延富貴葉（葭町の芸者家「新福本」の名妓ちゃら）の勧めにより、葭町（現在の中央区日本橋人形町）の松三河家から、看板借りで再び芸者としてお披露目し、勝太郎と名乗る。1930年（昭和5年）10月、川辰中の看板を上げて独立。清元の他、新内、うた沢、長唄などの研鑽を続け、のちに哥沢〆勝、清元梅勝治という名取りとなった（師匠は芝〆松、三代目 清元梅吉、四代目 松永和風、町田嘉章など）。愛くるしい笑顔と美声が東京にあっても評判となり、やがてはレコード会社からも注目を浴びることとなる。同じ葭町花街から出ていた藤本二三吉に続き、勝太郎もレコードデビュー。オデオンレコードに数曲吹き込んだ後、1931年（昭和6年）にビクターレコードと正式に契約。初期の芸名は葭町勝太郎であった。
1932年（昭和7年）、銀座の柳植樹記念として作られた『柳の雨』が、Ａ面の四家文子が歌う『銀座の柳』とともに大ヒット。勝太郎のヒット作第１号となる。同年の大晦日、新進作曲家の佐々木俊一が作曲した『島の娘』が放送されると、聴取者から大反響を呼び、翌1933年（昭和8年）に発売されたレコードは発売から3ヶ月で35万枚を売る未曾有の大ヒット作となった。当時、著名な音楽評論家が「『島の娘』より、ベートーベンの方が好きだという人がいるとしたら、その人は日本人ではなくドイツ人である。」と絶賛したほどであった。歌いだしが「ハァー」と始まる『島の娘』のヒットを受けて、いわゆる「ハァ小唄」と言われる流行歌が次々と世に出ることとなる。だが、『島の娘』は当局から「歌詞に問題アリ」とされ、歌詞の一部を改作させられた。その後、太平洋戦争に突入する頃には発禁処分を受け、歌うことも禁じられてしまった。
一躍、人気歌手となった勝太郎は、『大島おけさ』『佐渡を想えば』と連続してヒットを出すが、決定打となったのは、盆踊りのシーズンに発売された『東京音頭』である。これは葭町の先輩 藤本二三吉が前年に歌った『丸の内音頭』の替歌であるが、その時とは違って三島一声とのデュエットによってレコーディングされ（『丸の内音頭』はＡ面が二三吉、Ｂ面が三島一声と、面を分けて歌っていた）、東京のみならず、日本全国の盆踊りは『東京音頭』一色に染まったのである。
人気絶頂の勝太郎は、葭町の芸者を廃業し、レコード歌手に専念することを決意。1933年（昭和8年）11月、歌舞伎座で「小唄勝太郎」襲名の披露興行が華やかに開催された（27日と28日の二夜連続公演『小唄勝太郎の夕』主催:東日社會事業團後援會）。同時に新小唄の不二派（ふじ派とも表記）を創流し、家元となる（現存する小唄不二派とは無関係）。同年12月に築地に転居。（岸井良衞の『女藝者の時代』によると、芸者廃業日は翌年2月26日）
翌1934年（昭和9年）春のシーズンに発売された『さくら音頭』は、それぞれ異なる作詩・作曲家による各社競作となったが、本家ビクターの勝太郎盤が最も売り上げを伸ばした。勝太郎の人気により、レコード業界に鶯歌手旋風が巻き起こり、同じビクターから市丸、コロムビアからは赤坂小梅、豆千代、ポリドールからは新橋喜代三、浅草〆香、ニットーからは美ち奴、日本橋きみ栄と続々と芸者出身の歌手が人気を博したが、中でも同じ会社の市丸とは相当なライバル意識を持っていたようである。市丸は後に「勝っちゃんが歌い終わるとするようなにっこり笑う顔がどうにも愛嬌があって、あたしにはとてもできなかったの」と語っているが、当時二人は出番や着物、出演料に至るまで相当張り合っていて、新聞は勝太郎主体の記事の場合は「勝市時代」、市丸主体の記事の場合は「市勝時代」と書かねばならぬほどであった。
同年4月29日、新潟劇場にて、新潟ビクター倶楽部の主催で『小唄勝太郎披露演奏会・ビクターの夕』を開催。故郷に錦を飾った勝太郎を主役に、三味線の千代菊、歌手の徳山璉、藤山一郎、渡辺はま子、平山美代子、更に新潟芸妓連が賛助出演した
。
5月1日、勝太郎は新潟市役所の小柳牧衛市長を訪問し、母校である沼垂小学校へのピアノの寄贈を申し出た。河合楽器製のグランドピアノで、当時のお金で1,500円。家が一軒楽に買えるほど高価であったとのこと。
1936年（昭和11年）、JO映画『勝太郎子守唄』に主演。『娘船頭さん』『あんこ椿』と順調にヒットを続ける一方で、1937年（昭和12年）、作詞家の西條八十やSKDの江戸川蘭子らとともに中国大陸へ戦地慰問に赴いたのをきっかけに、その後も何度となく、前線の将兵を慰問している。又この頃、新橋で料亭「田川」を経営し、歌手と女将の二つの仕事をこなしていた。1938年（昭和13年）、戦地で病に倒れた際に、軍医・眞野鐐一と知り合い、二人は戦後になってからの1950年（昭和25年）に結婚した。
```
勝太郎が亡くなった折の雑誌の取材では、「
1948年
（昭和23年）頃、当時築地にあった勝太郎の家に下宿していた友人を訪ねた際に勝太郎と知り合ったのが出逢いの真相だ」と眞野は語っており、有名な中国での出逢いのエピソードについては否定している
[
10
]
。
```

戦時中も勝太郎の活躍は続き、1942年（昭和17年）に発売された『明日はお立ちか』は、放送局にリクエストの電話が掛かってくるほどの大反響を呼び、久々の大ヒットとなった。軍需工場の慰問などに忙しい日々を送っていた勝太郎であったが、内地で終戦を迎える。1946年（昭和21年）、コロムビアに移籍。古賀メロディー『伊豆の七島』、親交の深かった歌舞伎俳優・十五世市村羽左衛門を偲ぶ『橘屋』などをレコーディングするが、1948年（昭和23年）にはテイチクに移籍し、映画主題歌『大島情話』がヒットした。1950年（昭和25年）には親善使節として日本の芸能人としては戦後初めて、渡辺はま子、三味線けい子らと渡米し、ハワイ、ロサンゼルス、サンフランシスコと、現地の日系人に『東京音頭』を歌った歌手として大人気を博す。さらに、東海林太郎らとともにブラジルへも赴き、こちらでも日系人の熱烈な歓迎を受けている。
1961年（昭和36年）、設立間もない東芝レコードに移籍。主に端唄・民謡・各地の新しいご当地音頭を中心にレコーディング活動を続けた。又この頃、勝太郎と懇意で相三味線を務めたこともある、佐々舟澄枝（小唄佐々舟派二世家元。1939年にビクター専属となり、勝太郎の巡業に同行）の小唄の会に度々賛助出演し、『光』『春』『好いた同志』『お吉明け烏』といった澄枝の作曲による新作の小唄を開曲・披露している。
昭和40年代の懐メロブームには欠かせない存在となり、東京12チャンネルの「なつかしの歌声」には常連のメンバーで、死の直前まで出演している。1971年（昭和46年）に紫綬褒章を受章。それを記念して古巣のビクターでは『島の娘』や『東京音頭』など嘗てのヒット曲、テイチクでは『びんのほつれ』『春雨』などの端唄が再レコーディングされている。
1973年（昭和48年）8月、タヒチへの旅行から帰ってから身体の不調を訴えるようになり、1974年（昭和49年）6月21日、肺癌のため、東京都府中市の自宅で69年の生涯を閉じた。同年6月25日、勲四等宝冠章を追贈され、小唄勝太郎の輝かしい功績が讃えられた。
2004年（平成16年）は勝太郎生誕百年に当たり、地元有志の人々からなる「小唄勝太郎顕彰碑を建てる会」により、古びて体育用具室にしまわれたままであった勝太郎のピアノが同年3月に完全復元された。更に、勝太郎ゆかりの旧鶴善楼跡地に小唄勝太郎顕彰記念碑と勝太郎の石像が建てられ、9月25日に除幕式が行われた。
代表曲の一つである『柳の雨』は、戦後の1947年4月に再発され、1959年暮れまでに再発盤だけで37万3000枚を売り上げるロングヒットとなっている。

## 民謡・新民謡の普及の功績
勝太郎は「島の娘」などの流行歌のヒットも多く出したが、民謡のヒットも多い。殊に「佐渡おけさ」は、現地の盆踊りで唄われるものよりもテンポを落とし、節や三味線を勝太郎自身が端唄風にアレンジしたもので、人気を呼び何度も吹き込んでいる。同時期に村田文三などがレコードに吹き込み普及に努めたいわゆる正調の「佐渡おけさ」とはいささか趣が異なっていることもあり、地元からは「勝太郎のおけさは、地元のものとは違う」と非難の声が出たこともあった。そこで、勝太郎の唄い方を「勝太郎節」などと呼び、伝承の「佐渡おけさ」とは区別することもある。なお、伝承の節に比較的近い唄い方のものも「おけさ踊り」のタイトルでレコーディングしており、こちらもヒットしている。「佐渡おけさ」のほかにも「越後追分」や「三階節」「新潟おけさ」など新潟県の民謡を次々にレコーディングし、普及に貢献した。「越後追分」も、地元伝承のものとはやや節が異なり、勝太郎が端唄風にアレンジしたものである。
新潟民謡以外では「会津磐梯山」が持ち唄としてよく知られているが、これも地元のもの（カンショ踊り）とは異なり勝太郎が端唄風にアレンジしたもので、佐渡おけさのときと同じように地元から非難の声が出た。有名な「小原庄助さん、なんで身上しもうた…」の囃子も、勝太郎のアイデアで挿入したものであり、元来のカンショ踊りにはこのような囃子は入っていなかった。当時は「身上しもうた」と囃したのだが、戦後は「身上つぶした」と囃すことが多くなっている。勝太郎自身が後年ラジオ等で「私の会津磐梯山は地元のものとは違っていて、わかり易くするために私がアレンジをしたものです」と述べており、地元伝承のものとは異なる旨を明言している。ほかに「おばこ節（山形おばこの勝太郎節）」「関の五本松」「串本節」「博多節（ドッコイショ）」「磯節」など全国各地のお座敷調の民謡を積極的に吹き込み、普及に貢献している。
戦前は「新小唄」などと呼ばれた、地方の宣伝や紹介のために作られた新民謡も多く吹き込んでおり、中でも「東京音頭」「別府音頭」の2曲は大きな成功を収めた。後者は大分県の地方都市の新小唄であるにもかかわらず、大分県中で流行しただけでなく全国的に知られていた。ほかに「大師音頭」「軽井沢音頭」「スキー音頭」「美濃町音頭」「黒船音頭」「早鞆音頭」などを吹き込み、盆踊りの際に盛んに踊られた。殊に「大師音頭」と「スキー音頭」は、平成に入ってもなお盛んに踊られている。

## その他
沼垂地区で営業している精肉店では、近隣でイベントがある際に出店を出し「勝太郎サンド」と称するハンバーガーを販売している。その名の通り、地元出身の勝太郎に因むもので、バンズにロースカツとキャベツを挟んだ手作りのカツバーガー。通常は発売されず、祭りやイベントなどでしか購入できないこともあって、一部では根強い人気を持つ。

## 代表曲
- 『佐渡おけさ』1931年（昭和6年）1月
- 『島の娘』1932年（昭和7年）12月
- 『大島おけさ』1933年（昭和8年）6月
- 『東京音頭』1933年（昭和8年）7月 《共唱：三島一声》
- 『佐渡を想えば』1933年（昭和8年）12月
- 『さくら音頭』1934年（昭和9年）2月 《共唱：三島一声、徳山璉》
- 『祇園囃子』1934年（昭和9年）5月
- 『勝太郎子守唄』1936年（昭和11年）1月
- 『瑞穂踊り』1941年（昭和16年）7月 《共唱：市丸、鈴木正夫、一色皓一郎、山本麗子》
- 『明日はお立ちか』1942年（昭和17年）3月
- 『大島情話』1948年（昭和23年）9月

## NHK紅白歌合戦出場歴
| 1953年（昭和28年）/第4回                                                                         | 島の娘       | 竹山逸郎   |
| 1955年（昭和30年）/第6回                                                                         | お染         | 東海林太郎 |
| 1956年（昭和31年）/第7回                                                                         | 唐人お吉の唄 | 東海林太郎 |
| - このうち、第6回と第7回はラジオ中継による音声が現存する。 - 第6回は歌唱している写真も現存する。 |              |            |

## 出演映画
- 『百万人の合唱』1935年（昭和10年）1月 《J.O.スタヂオ=日本ビクター》
- 『勝太郎子守唄』1936年（昭和11年）3月 《J.O.スタヂオ》
- 『うそ倶楽部』1937年（昭和12年）3月《P.C.L映画製作所》
- 『大島情話』1948年（昭和23年）12月 《大映京都》
- 『有頂天時代』1951年（昭和26年）7月《新東宝》
- 『湯の町情話』1951年（昭和26年）8月 《新映画社=大映》
- 『磯節情話・涙の恋千鳥』1952年（昭和27年）7月《新映=東宝》
- 『悲恋椿』1953年（昭和28年）5月 《大映京都》
- 『新越後情話』1953年（昭和28年）8月 《新東宝》
- 『社長と女秘書・全国民謡歌合戦』1963年（昭和38年）1月 《大蔵》